# 서울 흥천사 조왕도
서울 흥천사 조왕도(서울 興天寺 竈王圖)는 대한민국 서울특별시 성북구 소재 흥천사에 있는 일제 강점기의 조왕도이다.
2018년 2월 8일 서울특별시의 문화재자료 제70호로 지정되었다.

## 개요
한국에서 조왕신은 산신과 함께 대표적인 토속신으로써 19세기 이후에 등장한다. 불의 발명은 인간 문명 중 가장 중요한 혁명적 사건의 하나이며, 인류는 오래 전부터 불을 신성시하였고, 부엌은 불을 다루는 장소이므로 불의 신인 조왕신을 부엌에 봉안하여 숭상하였다. 조선 후기 불교신앙이 대중화되면서 민간신앙과의 습합 양상이 두드러지는데, 특히 신중신앙과 결합하여 산신, 조왕신 등의 토속신들이 19세기 신중도에 등장하기도 하며, 또한 독립된 탱화로 제작되어 부엌에 봉안되기도 한다.
조왕은 화면 가득히 장중한 모습으로 의자에 앉아 있는데 원유관과 곤룡포를 갖추어 입은 제왕의 모습이다. 왼손으로는 오색 목편이 꽂혀있는 통을 부여잡고 있으며 오른손은 의자의 팔걸이를 잡고 있다. 얼굴은 둥글고 수염이 길게 난 노인으로 인자한 인상이지만 굳게 다문 입, 의자 팔걸이를 부여잡은 손과 건장한 신체에서는 강인함이 드러나 보인다. 이마와 입가, 눈 밑 등에 주름과 음영을 표현하여 사실적인 입체감을 표현하였다.
조왕의 왼쪽에는 양손으로 음식이 담긴 그릇을 조왕에게 바치고 있는 공양모가 서있고, 오른쪽에는 땔나무를 마련해 오는 것이 임무인 역사가 도끼를 어깨에 메고 서있다. 다리를 벌리고 서서 오른손을 앞으로 내밀어 검지를 세우고 있어 마치 무엇인가를 가리키며 설명하고 있는 듯한 자세를 취하고 있다. 이들 뒤로 커튼 밖으로는 일렁이는 물결무늬가 가득한 바다와 수평선 좌우로 큼직한 해와 달이 떠있는 모습이 보인다. 하늘에는 뭉게구름을 옅게 표현하였다. 해와 달은 곡물생장과 식생활에 필요하여 조왕신에 그려지는 도상 특징의 하나이다.
흥천사 조왕도는 이음매가 없는 폭이 넓은 정방형의 면바탕에 그렸다. 화면이 조금 찢긴 곳이 있고 두광 등의 녹색 안료가 탈락되었으며 촛농이 묻어 있으나 전반적으로 양호한 편이다. 뒷면에는 배접한 종이가 떨어져 있어 보수처리가 요망된다. 보채가 가해지지 않고 원형이 잘 유지되어 있다. 조왕과 역사상 등 인물의 얼굴 표현은 섬세하고 사실적으로 묘사되어 있는데 특히 역사상은 초상화를 보는 듯하다. 그가 입고 있는 상의는 청색인데 채색을 일정하게 한 것이 아니라 옅게 칠하고, 주름을 따라 바림 효과를 강조하여 입체감을 표현하였다. 전반적으로 조왕을 제외한 복식과 하늘과 바다 등 자연 표현은 원색이 아닌 몇가지의 색을 조채하여 중간색을 사용하였고, 채색 후 일부분에 물감을 빼내듯이 옅게 처리하여 바림 효과를 주어 입체감을 표현하고자 하는 노력이 보인다. 커튼도 황갈색 바탕에 도안적인 초화문을 표현하였는데 전통불화에서 볼수 없던 현대적인 문양이다.
[ 화기 ]
昭和十三年陰閏七月二十九日仍奉于興天寺寂照庵

證明東雲明龍 誦呪法虛圓惺 畫師普應堂 文性 供司廣昊

施主

坤命庚午生宋氏 淸信女癸酉生宋氏林覺 淸信女丁亥生宋氏金剛慧

淸信女乙亥生宋氏普明心 坤命丙申生朴氏 奉母戊寅生文氏

長子辛丑生權寧一 坤命庚子生白氏 童子己巳生權五伯 童子己巳生丁炳贊

三綱

住持金昌圓 事務全晴雲 畵記趙昌俊

化主 丁芸成

조왕도는 대부분 19세기 이후에 제작되었으나 의외로 전존 작품이 많지 않다. 이 조왕도를 제작한 보응문성(普應文性)은 조선후기 계룡산파 화승인 금호약효(錦湖若效)의 제자로 19세기 후반에서 20세기 전반까지 충청도, 전라도, 경상도, 그리고 서울에 이르기까지 매우 왕성하게 활동하여 수많은 불화를 제작한 근대기의 대표적인 불화승으로 현재 활동하는 불화가들은 대부분 그의 문하에서 맥을 잇고 있다고 해도 과언이 아니다. 20세기 불화로 연대가 오래되지는 않았으나 필력과 표현력이 우수한 면모를 보여주고 있으며, 전통 불화의 기법에 현대화적인 기법을 응용하여 제작하는 등 시대상을 반영한 새로운 양상을 보여주는 불화로써 근현대 불화의 화풍을 이어주는 자료적 가치가 있다. 특히 기년이 확실한 조왕도가 의외로 드물다는 점에서도 지정하여 보존하여야 할 것으로 판단된다.

## 참고 문헌
- 흥천사 조왕도 - 국가유산청 국가유산포털